# Музеј Југославије
Музеј Југославије је музејска институција која сакупља, проучава и презентује различите предмете везане за историју Југославије. Основан је 1996. године одлуком Владе Савезне Републике Југославије, спајањем Меморијалног центра „Јосип Броз Тито“ и Музеја Револуције у Музеј историје Југославије. До 2003. године био је самостална савезна организација, а након тога је прешао у надлежности Републике Србије. Априла 2013. је проглашен институцијом културе од изузетног значаја. Марта 2017. године је променио назив у Музеј Југославије.
У саставу музеја данас се налазе објекти — Кућа цвећа, Стари музеј и Музеј „25. мај“, укупне површине од 5.252 квадратна метра, као и парк површине 3,2 хектара.

## Историја

### Меморијални центар „Јосип Броз Тито“
Меморијални центар „Јосип Броз Тито“ формиран је 1982. године. Тада су „Музеју 25. мај“, основаном 1962. године, прикључени објекти: Кућа цвећа, Резиденција (вила у Ужичкој 15), Билијарница, Ловачка кућа, Стари Музеј и Спомен збирка (вила „Мир“), као и Музеј 4. јули.
Спомен збирка (вила „Мир“) - зграда у Ужичкој 11, која је зидана крајем седамдесетих за резиденцију Јосипа Броза, који се ту никада није уселио. Одмах после његове смрти, маја 1980. године, постала саставни део Меморијалног центра „Јосип Броз Тито“ и названа је Спомен-збирка. Ту су била изложена бројна домаћа и инострана одликовања, лични предмети, археолошка збирка, оружје, слике, скулптуре, најразличитији могући поклони које је Тито примао са свих меридијана; ту је била изложена коњичка сабља чија је дршка богато украшена брилијантима, поклон Јосипу Брозу Титу од Јосифа Висарионовича Стаљина „за заслуге у борби против фашизма“; коринтски шлем, с краја VII века пре наше ере, поклон Титу од грчког краља Павла; детаљ античког мозаика који је Ђовани Ањели, директор „Фијата“, поклонио председнику Југославије; сервис за кафу од злата и сребра, поклон сверуског патријарха Алексеја.
Меморијални центар „ЈБТ“ је имао је музејски фонд од 200.000 експоната распоређених у 16 различитих збирки. Археолошка збирка тада имала 112 аутентичних експоната, збирка старог оружја 177, збирка примењене уметности 2075, одликовања Јосипа Броза Тита било је 106 (многа од племенитих метала са драгим камењем), у етнолошкој збирци било је 4.774 експоната, а у ликовној 3.886. Меморијални центар је 1996. године одлуком Владе СР Југославије заједно са Музејом Револуције укључен у Музеј историје Југославије.

### Музеј Револуције
Музеј Револуције народа и народности Југославије основан је одлуком Централног комитета Савеза комуниста Југославије, која је донета на свечаној седници поводом 40-годишњице СКЈ 19. априла 1959. године. Музеј је основан „ради упознавања јавности са развојним путем, стремљењима и борбом радничке класе Југославије, неговања успомена на велике догађаје и светле ликове југословенске борбене прошлости, а нарочито ради васпитавања нових поколења у духу револуционарног наслеђа југословенских народа“. Музеј је почео да ради 1960. године у згради на Тргу Маркса и Енгелса бр. 11.
Питање изградње нове зграде Музеја револуције поставило се још на самом почетку рада ове установе. Већ крајем 1961. године, приређен је општејугословенски конкурс за добијање идејног архитектонског решења за зграду Музеја. Од 19 приспелих радова, конкурсна комисија, састављена од истакнутих стручњака, уметника и јавних радника из целе земље определила се за пројекат Вјенчеслава Рихтера, из Загреба. Међутим, услед недостатка средстава није дошло до реализације овог пројекта.
Тек 1975. године поново је покренуто питање изградње Музеја, а током 1976. су се усаглашавали ставови, вршили друштвени договори и припремала се законска основа за градњу Музеја. Градња је требало да започне у јесен 1978. године, а предвиђено је да се нови Музеј отвори за јавност 1981. године, поводом 40-годишњице устанка.
Музеј никада није изграђен, а његови остаци се и данас налазе између Палате федерације и зграде ПЦ „Ушће“, некадашњег седишта ЦК СКЈ, на Новом Београду. Музеј је 1996. године одлуком Владе СР Југославије заједно са Меморијалним центром „Јосип Броз Тито“ укључен у Музеј историје Југославије.

## Музеј историје Југославије
Музеј историје Југославије је основан 1996. године уредбом Владе Савезне Републике Југославије. Настао је спајањем Меморијалног центра „Јосип Броз Тито“ и Музеја Револуције. У његов састав тада су следећи објекти: Кућа цвећа, Стари музеј, Музеј „25. мај“ и галерија на Тргу Маркса и Енгелса.
Музеј је као самостална савезна организација постојао све до априла 2003. године, када је Народна скупштина Републике Србије донела Одлуку о прихватању споразума држава чланица којом је утврђено да музеј постане организација Републике Србије. У новембру 2007. године, Одлуком Владе Републике Србије, Музеј историје Југославије је основан као установа у области културе са објектима: Кућа цвећа и Стари музеј, на управљању и коришћењу и са правом коришћења изложбеног простора Музеј „25. мај“ укупне површине од 5.252,57 m². У оквиру комплекса Музеја је и парк површине 3,20 хектара.
Музеј је своју збирку од 150 хиљада фотографија дигитализовао и поставио на интернет 27. новембра 2013. године.

### Усељавање Слободана Милошевића
Приликом формирања Музеја историје Југославије из његовог састава су искључени следећи објекти: Резиденција (вила у Ужичкој 15), Билијарница, Ловачка кућа и Спомен збирка (вила „Мир“), као и Музеј 4. јули, који је тада наставио са радом као самостална установа. Спомен збирка је тада названа „Вила Мир“ и припремана је за тадашњег председника СРЈ Зорана Лилића, који се у њу никада није уселио.
После избора за председника Југославије, јуна 1997. године, Слободан Милошевић се са породицом најпре преселио у Бели двор, а потом у Резиденцију у Ужичкој 15, некадашњу резиденцију Јосипа Броза и његове супруге Јованке. Претходно је здање темељно реновирано. Претходили су и дуги велики радови. Посред некадашњег Меморијалног центра и сеновитог парка подигнут је зид: резиденција у Ужичкој 15, Спомен збирка (вила „Мир“), Билијарница и Ловачка кућа одвојене су од осталих објеката. С друге стране зида остали су Музеј „25. мај“, Кућа цвећа и Стари музеј. Велики број експоната тада је остао у депоу Спомен збирке.
За време НАТО агресије на СРЈ, на мети НАТО бомбардера нашла се и Резиденција у Ужичкој 15, која је два пута гађана и потпуно уништена. Слободан Милошевић се тада преселио у вилу „Мир“ у којој је живео и после петооктобарских промена, све до марта 2001. године када је ухапшен.

### Збирке музеја
Одликовања Јосипа Броза Тита - Јосипу Брозу Титу је додељено укупно 106 одликовања. Како за дела учињена у рату тако и у миру. Тито је та одликовања добио из руку земаља са свих континената из руку председника, премијера, царева, краљева и принчева. Јосип Броз Тито је и носилац свих југословенских одликовања, од Ордена југословенске велике звезде до Ордена народног хероја којим је одликован три пута: 1944, 1972. и 1977. године.
Архив Јосипа Броза Тита - са библиотеком садржи архивску грађу која је од изузетног политичког и научног истраживачког значаја. Основни фондови писане архивске грађе су: Фонд Канцеларије маршала Југославије (од 1943. до 1953), Фонд Кабинета председника Републике (од 1953. до 1980), Фонд Врховног команданта оружаних снага Југославије (од 1945. до 1980), као и Лични фонд Јосипа Броза Тита.
Библиотека Јосипа Броза Тита је 26. децембра 2013. проглашена за културно добро од великог значаја.
Збирка примењене уметности - броји око 4.000 разноврсних предмета различите уметничке вредности који су, према материјалу, разврстани у групе предмета од племенитих и неплеменитих материјала, на предмете од слоноваче, порцелана, мајолике, стакла и текстила. Збирци такође припада намештај и опрема, а као посебна целина издваја се оружје занатске производње. Посебно се у збирци, по својој вредности истичу фландријске таписерије са почетка XVII века, са алегоријским и митским садржајима. Теписи из друге половине 20. века, камински сатови, златне и сребрне посуде, најразноврснији накит, предмети од порцелана и стакла старог и савременог дизајна, изузетни комади од слоноваче, само чине део ове импресивне збирке предмета које су Јосипу Брозу Титу поклањале истакнуте личности из целог света током друге половине XX века.
Збирка штафета - има више од 20.000 штафетних палица израђених од најразноврснијег материјала, оригиналних облика и посебно значајних писаних порука из свих крајева Југославије, које су као један од првих симбола слободе током 35 година, почев од маја 1945, омладинци и пионири Југославије уручивали Титу поводом његовог рођендана, 25. маја. Тај дан ће се, на Титову иницијативу, од 1957. године прослављати као Дан младости, дан спорта и дан младе генерације, на стадиону ЈНА. Поред значајних југословенских уметника, аутори штафетних палица су и пионири, радници, сељаци и др.
Етнолошка збирка - у целини одражава богатство народне уметности из целе Југославије. Својом разноврсношћу, географским пореклом, временским распоном и естетском вредношћу и квалитетом убраја се међу највредније специфичне збирке ове врсте материјала. Поред предмета са територије Југославије збирка такође садржи и експонате из других земаља света. Изузетно вредни примерци народних ношњи, разноврсних ћилима, везова, народних рукотворина и музичких инструмената, поклони су настали спонтаним даривањем једној јединој личности. Титов лик, свечани запис или порука Јосипу Брозу, који се често јављају на овој врсти предмета, дају збирци посебну драж и вредност.
Ликовна збирка - броји преко 3.500 експоната, а настала је, као и сам Музеј, спајањем фондова Меморијалног центра „Јосип Броз Тито“ и Музеја Револуције. За разлику од збирке Музеја револуције која је формирана у највећој мери откупима, са јасном тематском усмереношћу да илуструје историјске догађаје од краја XIX до деведесетих година XX века наглашавајући идеју социјализма, знатно бројнија збирка Меморијалног центра је врло специфична јер је настајала ван било каквог програма систематског сакупљања, откупа или размене, највећим делом од поклона дариваних Јосипу Брозу Титу. Међу дародавцима су биле разне друштвене и политичке организације, обични грађани, познати уметници, али и председници и други званичници страних држава. Тако је створена вредна уметничка колекција која представља, у свету јединствен, музеолошки, али и културолошки феномен.
Највећи део збирке садржи штафелајне слике, скулптуре, графике, цртеже и аквареле југословенских уметника 20. века, међу којима су изузетно вредна дела попут три платна Андрије Медулића, припадника далматинске сликарске школе XVI века и „Девојке са лаутом“ Ђуре Јакшића. Токове југословенске уметности илуструју радови: Паје Јовановића, Влаха Буковца, Надежде Петровић, Рихарда Јакопича, Ивана Стернена, Матије Јаме, Саве Шумановића, Милана Коњовића, Петра Добровића, Марка Челебоновића, Крста Хегедушића, Ивана Мештровића, Антуна Аугустинчића, Франа Кршинића, Сретена Стојановића, Риста Стијовића и многих других еминентних аутора са ових простора.
Археолошка збирка - је по броју експоната најмања у фондовима Музеја, али са појединачним примерцима који имају велику културно-историјску вредност и који чине део националних баштина у подручјима у којима су пронађени. У далекој прошлости, од III миленијума п. н. е. до XII века н. е. 112 експоната ове збирке припадало је културама старог Египта, Грчке, хеленистичког света, Рима, Илира, претколумбовске Америке, Персије и старим индоазијским народима. Посуде од прозирног алабастера из комплекса гробнице фараона Џосера код Сакаре (2778—2723 год. пре. н. е.), позлаћена бронзана статуа Озириса (VI век п. н. е.), античке посуде, римски мозаици, хеленистичке теракоте, статуа жене са жртвеним даровима из периода прехиспанске културе Мексика (VIII век н. е.), као и фрагмент пиластера из комплекса храмова славног Ангкор - Вата у Камбоџи (XII век н. е.), само су део ове у археолошком и уметничком погледу импозантне збирке.
Вредност археолошке збирке на најбољи начин потврђују и дародавци појединих експоната, најистакнутије личности из друге половине 20. века, краљеви, државници и политичари, као што су грчки краљ Павле II, председници Египта Гамал Абдел Насер и Анвар ел Садат, председник Туниса Хабиб Бургиба, председник Мексика Лопез Матеос и други.